# Edward Goodrich Acheson

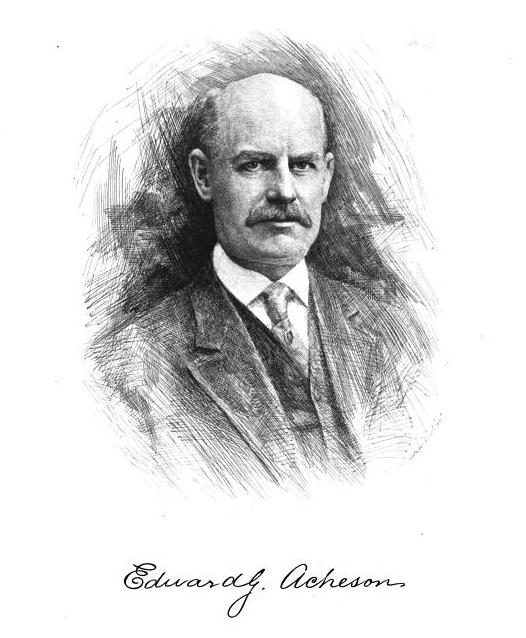
Edward G. Acheson

Edward Goodrich Acheson (* 9. März 1856 in Washington, Pennsylvania; † 6. Juli 1931 in New York, NY) war ein US-amerikanischer Chemiker, Techniker und Industrieller. Er ist insbesondere durch die Entdeckung und Vermarktung des Schleifmittels Carborundum und des Acheson-Graphits bekannt.

## Leben und Leistungen
1873, als Acheson 16 Jahre alt war, starb sein Vater, und er musste sich ein Einkommen suchen. Er arbeitete in verschiedenen Jobs bei der Eisenbahn und führte in seiner Freizeit chemische Experimente durch. Später arbeitete er für einen Hersteller elektrischer Geräte, von 1880 bis 1883 war er Mitarbeiter von Thomas Alva Edison. Er arbeitete zunächst im Labor von Edisons Partner John Kruesi in Menlo Park in New Jersey und ging dann für zweieinhalb Jahre nach Europa, wo er für Edison Werke aufbaute. Ab 1884 war er Betriebsleiter eines mit Edison konkurrierenden Unternehmens, das elektrische Glühlampen produzierte. Danach war er selbständig tätig.
Zu seinen Erfindungen gehören das Schleifmittel Carborundum (1891), der Acheson-Graphit (1898) und Suspensionen von Graphit, z. B. die wässrige Suspension Aquadag (1906). Achesons Herstellungsverfahren für Carborundum (Siliciumcarbid SiC) in großen Elektroöfen gestattete schon 1894 die Herstellung von Scheiben zum Schleifen und Trennen. 1895 gründete er in Niagara Falls eine Firma, die Carborundum kommerziell produzierte.
1908–1909 war er Präsident der Electrochemical Society.
Er war Inhaber von 70 Patenten auf Gebieten der Mechanik, Elektrizität und Chemie.

## Ehrungen
Acheson erhielt zahlreiche Auszeichnungen, darunter die John-Scott-Medaille des Franklin-Instituts 1894,  den Rumford-Preis von 1907, einen Ehrendoktortitel 1909 und die Perkin-Medaille 1910. 1997 wurde er in die National Inventors Hall of Fame aufgenommen.
1928 gründete Acheson eine Stiftung, die bis heute alle zwei Jahre den Edward Goodrich Acheson Award vergibt, deren erster Preisträger 1929 Acheson selbst war. Der Preis ist derzeit mit 10.000 US$ dotiert.

## Autobiographie
- Edward Goodrich Acheson: A Pathfinder: Discovery, Invention and Industry. How the world came to have Aquadag and Oildag; also carborundum, artificial graphite and other valuable products of the electric furnace (= Series of Educational Biographical Sketches of Eminent Inventors. Band 1). The Press Scrap Book, New York 1910 (online im Internet Archive [abgerufen am 25. März 2016]).